# Dique de San Juan
El Dique de San Juan está ubicado cerca de la población de San Juan en el  estado Nueva Esparta, Venezuela. Su nivel más profundo llega a los 16,5 m. Tiene una capacidad de 1,05 hm³ de agua. Su principal afluente es el Río San Juan. Construido en 1951, por la contratista Stelling & Tany, para abastecer de agua potable a las poblaciones de San Juan Bautista, Boquerón, Barrancas, Punta de Piedra, La Guardia, y parte de Juan Griego con una vida útil estimada de 100 años.
En 1945 se iniciaron los estudios para la construcción de un embalse en el sitio conocido como Valle Hondo, en la parte norte del Caserío de Los Fermines en la población de San Juan Bautista en el estado Nueva Esparta, Venezuela., el proyecto se concluyó en 1947, y para 1951 finalizó su construcción por la contratista Stelling & Tany, con una capacidad de 1,05 hm³ de agua. y un caudal regulado de 27 litros por segundo, su nivel más profundo llega a los 16,5 m. su principal afluente es el río San Juan. y se usó para abastecer de agua potable a las poblaciones de San Juan Bautista, Boquerón, Barrancas, Punta de Piedra, La Guardia, y parte de Juan Griego con una vida útil estimada de 100 años.

## Ecosistema
El embalse se caracteriza por presencia de variedad de peces de agua dulce y aves. Han sido encontrados galápagos como Podocnemis vogli